# Derek (Vorname)
Derek ist ein männlicher Vorname.

## Varianten
Theodoric (althochdeutsch), Theodorich (gotisch), Dirk (niederländisch), Dietrich (deutsch), Derreck

## Namensträger
- Derek Ansell (1934–2024), britischer Autor und Jazzkritiker
- Derek Bailey (1930–2005), britischer Gitarrist und Improvisationskünstler
- Derek H. R. Barton (1918–1998), britischer Chemiker
- Derek Bell (1935–2002), irischer Musiker
- Derek Bell (* 1941), englischer Rennfahrer
- Derek Bentley (1933–1953), britischer Jugendlicher, der einem Justizirrtum zum Opfer fiel
- Derek Bickerton (1926–2018), US-amerikanischer Linguist
- Derek Boateng (* 1983), ghanaischer Fußballspieler
- Derek Bok (* 1930), US-amerikanischer Jurist, Pädagoge, Autor und Hochschullehrer
- Derek Bourgeois (1941–2017), britischer Komponist
- Derek Clayton (* 1942), australischer Langstreckenläufer
- Derek William Dick (* 1958), schottischer Sänger, Schauspieler und Autor, siehe Fish (Sänger)
- Derek Dougan (1938–2007), irischer Fußballspieler
- Derek Fazackerley (* 1951), englischer Fußballspieler
- Derek Fisher (* 1974), US-amerikanischer Basketballspieler
- Derek Forbort (* 1992), US-amerikanischer Eishockeyspieler
- Derek Freeman (1916–2001), neuseeländischer Anthropologe
- Derek Gardner (1931–2011), britischer Automobildesigner
- Derek Grant (* 1977), Schlagzeuger der Punkband Alkaline Trio
- Derek Humphry (1930–2025), britisch-amerikanischer Journalist und Autor
- Derek Jacobi (* 1938), britischer Schauspieler
- Derek Jarman (1942–1994), britischer Filmregisseur und Künstler
- Derek Jeter (* 1974), US-amerikanischer Baseballspieler
- Derek Johnson (1933–2004), englischer Leichtathlet
- Derek Kevan (1935–2013), englischer Fußballspieler
- Derek Lamb (1936–2005), britischer Dokumentar- und Trickfilmer
- Derek Landy (* 1974), irischer Schriftsteller und Drehbuchautor
- Derek de Lint (* 1950), niederländischer Film- und Fernsehschauspieler
- Derek Luke (* 1974), US-amerikanischer Schauspieler
- Derek Mahon (1941–2020), nordirischer Dichter
- Derek Meddings (1931–1995), britischer Spezialist für Spezialeffekte und Modelle
- Derek Parfit (1942–2017), britischer Philosoph
- Derek Parra (* 1970), US-amerikanischer Eisschnellläufer
- Derek de Solla Price (1922–1983), britischer Wissenschaftshistoriker
- Derek Prince (1915–2003), international bekannter Bibellehrer
- Derek Pugh (1926–2008), britischer Leichtathlet
- Derek Rae (* 1967), schottischer Fußballmoderator
- Derek Raymond (1931–1994), britischer Schriftsteller
- Derek Redmond (* 1965), britischer Leichtathlet
- Derek Richardson (* 1976), US-amerikanischer Schauspieler
- Derek Richardson (* 1962), US-amerikanischer Basketballschiedsrichter
- Derek Riggs (* 1958), britischer Künstler
- Derek Riordan (* 1983), schottischer Fußballspieler
- Derek Rowen (Künstlername Guggi; * 1959), irischer Avantgardekünstler
- Derek Roy (* 1983), kanadischer Eishockeyspieler
- Derek Sanderson (* 1946), kanadischer Eishockeyspieler
- Derek Sherinian (* 1966), US-amerikanischer Keyboarder
- Derek Shulman (* 1947), schottischer Musiker
- Derek Theler (* 1986), US-amerikanischer Schauspieler
- Derek Walcott (1930–2017), lucianisch-britischer Dichter und Nobelpreisträger
- Derek Walsh (* 1967), schottischer Fußballspieler
- Derek Warwick (* 1954), britischer Automobilrennfahrer
- Derek Watkins (1945–2013), britischer Musiker
- Derek Wolfe (* 1990), US-amerikanischer Footballspieler
- Derek Woodman (* 1936), britischer Motorradrennfahrer